# Seconde chance
Seconde chance é uma telenovela francesa de 2008 escrita por Nathalie Abdelnour, Elsa Marpeau, Mathieu Missoffe e Elodie Namer. No elenco, Caroline Veyt, Sébastien Courivaud, Isabelle Vitari e Pascale Michaud nos papeis principais. A telenovela foi exibida pelo canal TF1 entre 29 de setembro de 2008 e 17 de abril de 2009.
Diante da audiência decepcionante, a TF1 decidiu não renovar a série para uma segunda temporada. "Segunda chance" foi, no entanto, nomeada para um Emmy Internacional em 2009, e foi exportada para países como Rússia, Japão, Itália e, mais recentemente, na Letónia, Estónia, Finlândia e Alemanha.

## Sinopse
Alice Lerois é uma dona de casa que acaba separada do marido. Ela tem dois filhos, Natacha e Adriano. Após o divorcio, Lerois começa em seu novo emprego, uma agência de publicidade chamada Barow & Broman. Para sua surpresa Laetitia Demarsey, sua melhor amiga de infância, é agora a CEO da B & B e decide contrata-la. Em sua juventude, Lerois teria "roubado" o namorado de Demarsey, Mathieu, o homem de quem se separou. 

## Elenco

### Elenco principal
- Caroline Veyt : Alice Lerois (episódios 1 a 100)
- Sébastien Courivaud : Marc Broman
- Isabelle Vitari : Laetitia Demarsey
- Pascale Michaud : Émilie Marsaud-Broman (episódios 101 a 180)

### Elenco secundário
- Charlie Dupont : Vincent Valberg
- Alexandre Thibault : Mathieu Lerois
- Lilly-Fleur Pointeaux : Natacha Lerois
- Jonathan Demurger : Hadrien Lerois
- Julia Vignali : Audrey Althuy
- Romain Deroo : Lionel Mantero
- Stéphanie Pasterkamp : Lucie Nemours
- David Baiot : Koffi Diakité
- Benjamin Egner : Lucas Broman
- Hyam Zaytoun : Samira Massi
- Philippe Bardy : Jacques Barow
- Manoëlle Gaillard : Catherine Peyret
- Jean-Pierre Malignon : Bernard Peyret
- Jean-Louis Tribes : Carlo Panetti
- Julien Guéris : Luigi Panetti
- Jean-Baptiste Shelmerdine : Hugo Meyer
- Marie Lenoir : Anne Broman
- Gaetan Wenders : Tony Cypris
- Olivier Sabin : Soren Nykvist
- Patricia Malvoisin : Louise Martineau
- Charlène François : Alizé Marsaud
- Florent Arnoult : Yoann Maupiat
- Stéphane Brel : Victor Bosson
- Isabelle Tanakil : Nathalie Jeantot

### Participações
- Santha Leng : Matsuro
- Vincent Jouan : Delcourt
- Franck Monsigny : Paul
- Catherine Buquen : Elisa
- Élodie Fontan : Aona
- Juliette Delacroix : Nicole Bates
- Pierre-Marie Mosconi : Stéphane Lansac
- Serge Maillat : Philip Broman
- Jean-Jacques Bathie : Seydou Diakité
- Catherine Epars : Victoria Manson
- Tadrina Hocking : Carole
- Thierry Baumann : Julien Serignolle
- Geoffroy Guerrier : Valentin Lambert
- Carole Bianic : Daphné Juliani
- Gaëtan Wenders : Tony
- Natasha Saint-Pier : Elle-même
- Audrey Giacomini : Kimiko Matsuro
- Stéfi Celma : Alexandra/Alexia
- Sheryfa Luna : Nora
- Valérie Bègue : Pauline
- Claude Bel : Malak
- Isabelle Gomez : Melle Blitz
- Selma Kouchy : Valérie